# Leo Pestelli
Leonardo Pestelli, conegut com a Leo Pestelli (Torí, 29 de juny de 1909 – 3 de desembre de 1976) va ser un escriptor, lingüista i crític de cinema italià, expert en llengua italiana des de posicions puristes; va treballar al periòdic La Stampa de Torí durant gairebé 30 anys.

## Biografia
Era fill de Gino Pestelli, topògraf, periodista i redactor en cap de La Stampa en el període pre-feixista, i de l'escriptora Carola Prosperi. Alhora Leo Pestelli fou pare del musicòleg i crític musical Giorgio Pestelli.
Va començar la seva carrera com a crític de cinema en la immediata postguerra, primer a Il Popolo Nuovo, del 1945 al 1948, passant per Stampa Sera, fins a La Stampa del 1955 on, fins al 1960, juntament amb Mario Gromo, va escriure la columna de cinema, per després heretarà plenament la tasca a la mort de Gromo.
Pestelli ha escrit nombrosos llibres, entre elsquals Racconto Grammaticale (1967), Trattatello di rettorica (1971) i Perdicca (1972), i fou conegut particularment a nivell nacional com a lingüista impecable.
Va lluitar per la defensa de la llengua italiana i va estar entre els més grans coneixedors dels poetes del dolce stil nuovo, dels cronistes toscans del segle xiv fins als "realistes" del segle xix.
Com a crític de cinema era molt apreciat no només a Itàlia sinó també a l'estranger. El 1973 havia format part del jurat del Festival de Canes, amb Ingrid Bergman i Sydney Pollack.
Va morir a Torí, a causa d'un col·lapse cardiovascular, el 3 de desembre de 1976, a l'edat de 67 anys.

## Obres
- I cuori chiusi : Romanzo, Firenze : A. Vallecchi, 1935
- L'attacca bottoni : Racconti, Firenze : A. Vallecchi, 1937
- Daria o dell'amicizia : romanzo, Firenze : Vallecchi, 1942
- L'occhio di vetro, Firenze : Vallecchi, 1951
- Parlare italiano, Milano : L. Longanesi, 1957; Nuova ed. riveduta e aggiornata dall'autore, Milano : Feltrinelli, 1979
- Dizionario delle parole antiche, Milano : Longanesi, c1961
- Racconto grammaticale, Milano : Longanesi, 1967
- Trattatello di rettorica, Milano : Longanesi, 1969
- Perdicca, Milano : Longanesi, 1972